# Trichomycterus alternatus
Trichomycterus alternatus és una espècie de peix de la família dels tricomictèrids i de l'ordre dels siluriformes.

## Morfologia
Els mascles poden assolir els 8,1 cm de llargària total.

## Distribució geogràfica
Es troba a les conques dels rius costaners de Rio de Janeiro i Espírito Santo (Brasil).